# Premierzy Antigui i Barbudy
Premier Antigui i Barbudy – szef rządu, sprawujący praktyczną władzę wykonawczą w Antigui i Barbudzie.

## Kolonia (1960–67)
| # | Imię i Nazwisko       | Portret | Kadencja        | Kadencja       | Partia polityczna | Partia polityczna |
| # | Imię i Nazwisko       | Portret | Od              | Do             | Partia polityczna | Partia polityczna |
| - | --------------------- | ------- | --------------- | -------------- | ----------------- | ----------------- |
| 1 | Vere Bird (1910-1999) |         | 1 stycznia 1960 | 27 lutego 1967 |                   | ALP               |

## Autonomia (1967–81)
| #   | Imię i Nazwisko           | Portret | Kadencja       | Kadencja         | Partia polityczna | Partia polityczna |
| #   | Imię i Nazwisko           | Portret | Od             | Do               | Partia polityczna | Partia polityczna |
| --- | ------------------------- | ------- | -------------- | ---------------- | ----------------- | ----------------- |
| 1   | Vere Bird (1910-1999)     |         | 27 lutego 1967 | 14 lutego 1971   |                   | ALP               |
| 2   | George Walter (1928-2008) |         | 14 lutego 1971 | 1 lutego 1976    |                   | PLM               |
| (1) | Vere Bird (1910-1999)     |         | 1 lutego 1976  | 1 listopada 1981 |                   | ALP               |

## Niepodległe państwo (1981–obecnie)
| # | Imię i Nazwisko            | Portret | Kadencja         | Kadencja        | Partia polityczna | Partia polityczna |
| # | Imię i Nazwisko            | Portret | Od               | Do              | Partia polityczna | Partia polityczna |
| - | -------------------------- | ------- | ---------------- | --------------- | ----------------- | ----------------- |
| 1 | Vere Bird (1910-1999)      |         | 1 listopada 1981 | 9 marca 1994    |                   | ABLP              |
| 2 | Lester Bird (1938-2021)    |         | 9 marca 1994     | 24 marca 2004   |                   | ABLP              |
| 3 | Baldwin Spencer (ur. 1948) |         | 24 marca 2004    | 13 czerwca 2014 |                   | UPP               |
| 4 | Gaston Browne (ur. 1967)   |         | 13 czerwca 2014  | nadal           |                   | ABLP              |